# Samsung SGH-i300
Samsung SGH-i300 là điện thoại thông minh đầu tiên có nhúng ổ đĩa cứng, phát triển và sản xuất bởi Samsung Electronics. Công bố và phát hành vào 2005, nó cũng là điện thoại thông minh Windows Mobile đầu tiên của Samsung được phát hành ở Châu Âu. Tên mã của dự án điện thoại thông minh này là Thor, và dòng sản phẩm có tên là Odin, Muse.

## Thông số kỹ thuật
- Windows Mobile 2003 (điện thoại thông minh)
- GSM tri-band (900/1800/1900)/GPRS class 10
- 3GB HDD nhúng(i300X: 4GB HDD)
- Vùng: Châu Âu, Đông Nam Á
- 2.0" LCD
- Loa kép
- IrDA/Bluetooth